# Eleições autárquicas portuguesas de 1997 na Madeira
| Eleições autárquicas portuguesas de 1997 Distritos: Aveiro \| Beja \| Braga \| Bragança \| Castelo Branco \| Coimbra \| Évora \| Faro \| Guarda \| Leiria \| Lisboa \| Portalegre \| Porto \| Santarém \| Setúbal \| Viana do Castelo \| Vila Real \| Viseu \| Açores \| Madeira |

## Resultados por concelho
Os resultados nos concelhos da Região Autónoma da Madeira foram os seguintes:

### Calheta
| Partido                 | Partido                        | Votos  | %               | +/-  | Vereadores | +/-     |
| ----------------------- | ------------------------------ | ------ | --------------- | ---- | ---------- | ------- |
|                         | Partido Social Democrata       | 4 038  | 58,55 / 100,00  | 6,98 | 4 / 7      | 1       |
|                         | Partido Popular                | 2 603  | 37,74 / 100,00  | 1,25 | 3 / 7      | 1       |
|                         | União Democrática Popular      | 56     | 0,81 / 100,00   | 0,53 | 0 / 7      | Estável |
|                         | Coligação Democrática Unitária | 37     | 0,54 / 100,00   | 0,90 | 0 / 7      | Estável |
| Votos Inválidos         | Votos Inválidos                | 163    | 2,36 / 100,00   | 0,20 |            |         |
| Total                   | Total                          | 6 897  | 100,00 / 100,00 |      | 7 / 7      | 2       |
| Eleitorado/Participação | Eleitorado/Participação        | 10 430 | 66,13 / 100,00  | 0,23 |            |         |

### Câmara de Lobos
| Partido                 | Partido                        | Votos  | %               | +/-  | Vereadores | +/-     |
| ----------------------- | ------------------------------ | ------ | --------------- | ---- | ---------- | ------- |
|                         | Partido Social Democrata       | 6 750  | 51,83 / 100,00  | 0,44 | 5 / 7      | Estável |
|                         | Partido Socialista             | 3 154  | 24,22 / 100,00  | 2,70 | 2 / 7      | Estável |
|                         | Coligação Democrática Unitária | 1 116  | 8,57 / 100,00   | 1,21 | 0 / 7      | Estável |
|                         | Partido Popular                | 1 058  | 8,12 / 100,00   | 3,45 | 0 / 7      | Estável |
|                         | União Democrática Popular      | 431    | 3,31 / 100,00   | 3,00 | 0 / 7      | Estável |
| Votos Inválidos         | Votos Inválidos                | 515    | 3,95 / 100,00   | 0,18 |            |         |
| Total                   | Total                          | 13 024 | 100,00 / 100,00 |      | 7 / 7      |         |
| Eleitorado/Participação | Eleitorado/Participação        | 22 586 | 57,66 / 100,00  | 1,77 |            |         |

### Funchal
| Partido                 | Partido                           | Votos  | %               | +/-  | Vereadores | +/-     |
| ----------------------- | --------------------------------- | ------ | --------------- | ---- | ---------- | ------- |
|                         | Partido Social Democrata          | 29 206 | 50,92 / 100,00  | 7,28 | 6 / 9      | 1       |
|                         | Partido Socialista                | 15 667 | 27,32 / 100,00  | 4,64 | 3 / 9      | Estável |
|                         | Coligação Democrática Unitária    | 3 863  | 6,74 / 100,00   | 4,64 | 0 / 9      | Estável |
|                         | Partido Popular                   | 3 301  | 5,76 / 100,00   | 5,96 | 0 / 9      | 1       |
|                         | União Democrática Popular         | 3 161  | 5,51 / 100,00   | 0,08 | 0 / 9      | Estável |
|                         | Partido da Solidariedade Nacional | 464    | 0,81 / 100,00   | 1,00 | 0 / 9      | Estável |
| Votos Inválidos         | Votos Inválidos                   | 1 690  | 2,95 / 100,00   | 0,12 |            |         |
| Total                   | Total                             | 57 352 | 100,00 / 100,00 |      | 9 / 9      |         |
| Eleitorado/Participação | Eleitorado/Participação           | 97 639 | 58,74 / 100,00  | 1,17 |            |         |

### Machico
| Partido                 | Partido                        | Votos  | %               | +/-  | Vereadores | +/-     |
| ----------------------- | ------------------------------ | ------ | --------------- | ---- | ---------- | ------- |
|                         | Partido Socialista             | 6 191  | 49,03 / 100,00  | 1,61 | 4 / 7      | Estável |
|                         | Partido Social Democrata       | 5 902  | 46,74 / 100,00  | 4,50 | 3 / 7      | Estável |
|                         | Partido Popular                | 113    | 0,89 / 100,00   | 4,93 | 0 / 7      | Estável |
|                         | União Democrática Popular      | 93     | 0,74 / 100,00   | 0,58 | 0 / 7      | Estável |
|                         | Coligação Democrática Unitária | 89     | 0,70 / 100,00   | 0,08 | 0 / 7      | Estável |
| Votos Inválidos         | Votos Inválidos                | 235    | 1,89 / 100,00   | 0,50 |            |         |
| Total                   | Total                          | 12 627 | 100,00 / 100,00 |      | 7 / 7      |         |
| Eleitorado/Participação | Eleitorado/Participação        | 18 757 | 67,32 / 100,00  | 0,66 |            |         |

### Ponta do Sol
| Partido                 | Partido                        | Votos | %               | +/-   | Vereadores | +/-     |
| ----------------------- | ------------------------------ | ----- | --------------- | ----- | ---------- | ------- |
|                         | Partido Social Democrata       | 2 691 | 58,15 / 100,00  | 5,67  | 3 / 5      | 1       |
|                         | Partido Socialista             | 1 458 | 31,50 / 100,00  | -     | 2 / 5      | -       |
|                         | Partido Popular                | 250   | 5,40 / 100,00   | 22,84 | 0 / 5      | 1       |
|                         | União Democrática Popular      | 107   | 2,31 / 100,00   | 1,51  | 0 / 5      | Estável |
|                         | Coligação Democrática Unitária | 30    | 0,65 / 100,00   | 0,34  | 0 / 5      | Estável |
| Votos Inválidos         | Votos Inválidos                | 92    | 1,99 / 100,00   | 0,20  |            |         |
| Total                   | Total                          | 4 628 | 100,00 / 100,00 |       | 5 / 5      |         |
| Eleitorado/Participação | Eleitorado/Participação        | 7 082 | 65,35 / 100,00  | 3,17  |            |         |

### Porto Moniz
| Partido                 | Partido                        | Votos | %               | +/-  | Vereadores | +/-     |
| ----------------------- | ------------------------------ | ----- | --------------- | ---- | ---------- | ------- |
|                         | Partido Social Democrata       | 1 358 | 60,46 / 100,00  | 7,22 | 3 / 5      | Estável |
|                         | Partido Socialista             | 818   | 36,42 / 100,00  | 6,91 | 2 / 5      | Estável |
|                         | Coligação Democrática Unitária | 16    | 0,71 / 100,00   | 0,22 | 0 / 5      | Estável |
|                         | União Democrática Popular      | 7     | 0,31 / 100,00   | 0,01 | 0 / 5      | Estável |
| Votos Inválidos         | Votos Inválidos                | 47    | 2,09 / 100,00   | 0,08 |            |         |
| Total                   | Total                          | 2 246 | 100,00 / 100,00 |      | 5 / 5      |         |
| Eleitorado/Participação | Eleitorado/Participação        | 3 099 | 72,47 / 100,00  | 0,71 |            |         |

### Porto Santo
| Partido                 | Partido                        | Votos | %               | +/-   | Vereadores | +/-     |
| ----------------------- | ------------------------------ | ----- | --------------- | ----- | ---------- | ------- |
|                         | Partido Social Democrata       | 1 766 | 57,77 / 100,00  | 29,04 | 3 / 5      | 2       |
|                         | Partido Socialista             | 1 160 | 37,95 / 100,00  | 26,66 | 2 / 5      | 2       |
|                         | Partido Popular                | 52    | 1,70 / 100,00   | 0,86  | 0 / 5      | Estável |
|                         | União Democrática Popular      | 11    | 0,36 / 100,00   | 0,13  | 0 / 5      | Estável |
|                         | Coligação Democrática Unitária | 5     | 0,16 / 100,00   | 0,26  | 0 / 5      | Estável |
| Votos Inválidos         | Votos Inválidos                | 63    | 2,06 / 100,00   | 0,47  |            |         |
| Total                   | Total                          | 3 057 | 100,00 / 100,00 |       | 5 / 5      |         |
| Eleitorado/Participação | Eleitorado/Participação        | 3 934 | 77,71 / 100,00  | 1,92  |            |         |

### Ribeira Brava
| Partido                 | Partido                        | Votos  | %               | +/-   | Vereadores | +/-     |
| ----------------------- | ------------------------------ | ------ | --------------- | ----- | ---------- | ------- |
|                         | Partido Social Democrata       | 5 013  | 72,51 / 100,00  | 8,84  | 6 / 7      | 1       |
|                         | Partido Socialista             | 994    | 14,38 / 100,00  | 14,76 | 1 / 7      | 1       |
|                         | Partido Popular                | 393    | 5,68 / 100,00   | 4,53  | 0 / 7      | Estável |
|                         | União Democrática Popular      | 123    | 1,78 / 100,00   | 0,87  | 0 / 7      | Estável |
|                         | Coligação Democrática Unitária | 80     | 1,16 / 100,00   | 0,15  | 0 / 7      | Estável |
| Votos Inválidos         | Votos Inválidos                | 311    | 4,49 / 100,00   | 0,68  |            |         |
| Total                   | Total                          | 6 914  | 100,00 / 100,00 |       | 7 / 7      |         |
| Eleitorado/Participação | Eleitorado/Participação        | 11 329 | 61,03 / 100,00  | 6,70  |            |         |

### Santa Cruz
| Partido                 | Partido                        | Votos  | %               | +/-  | Vereadores | +/-     |
| ----------------------- | ------------------------------ | ------ | --------------- | ---- | ---------- | ------- |
|                         | Partido Social Democrata       | 6 871  | 47,43 / 100,00  | 4,72 | 4 / 7      | Estável |
|                         | Partido Socialista             | 6 244  | 43,10 / 100,00  | 6,77 | 3 / 7      | Estável |
|                         | Partido Popular                | 529    | 3,65 / 100,00   | 0,62 | 0 / 7      | Estável |
|                         | Coligação Democrática Unitária | 235    | 1,62 / 100,00   | 0,11 | 0 / 7      | Estável |
|                         | União Democrática Popular      | 219    | 1,51 / 100,00   | 0,26 | 0 / 7      | Estável |
| Votos Inválidos         | Votos Inválidos                | 390    | 2,69 / 100,00   | 0,24 |            |         |
| Total                   | Total                          | 14 488 | 100,00 / 100,00 |      | 7 / 7      |         |
| Eleitorado/Participação | Eleitorado/Participação        | 21 482 | 67,44 / 100,00  | 0,20 |            |         |

### Santana
| Partido                 | Partido                        | Votos | %               | +/-  | Vereadores | +/-     |
| ----------------------- | ------------------------------ | ----- | --------------- | ---- | ---------- | ------- |
|                         | Partido Social Democrata       | 3 305 | 61,75 / 100,00  | 0,77 | 4 / 5      | Estável |
|                         | Partido Socialista             | 1 470 | 27,47 / 100,00  | 1,71 | 1 / 5      | Estável |
|                         | Partido Popular                | 158   | 2,95 / 100,00   | 0,87 | 0 / 5      | Estável |
|                         | União Democrática Popular      | 75    | 1,40 / 100,00   | 0,99 | 0 / 5      | Estável |
|                         | Coligação Democrática Unitária | 65    | 1,21 / 100,00   | 0,93 | 0 / 5      | Estável |
| Votos Inválidos         | Votos Inválidos                | 279   | 5,21 / 100,00   | 1,95 |            |         |
| Total                   | Total                          | 5 352 | 100,00 / 100,00 |      | 5 / 5      |         |
| Eleitorado/Participação | Eleitorado/Participação        | 8 657 | 61,82 / 100,00  | 1,82 |            |         |

### São Vicente
| Partido                 | Partido                        | Votos | %               | +/-   | Vereadores | +/-     |
| ----------------------- | ------------------------------ | ----- | --------------- | ----- | ---------- | ------- |
|                         | Partido Social Democrata       | 2 135 | 60,09 / 100,00  | 5,24  | 4 / 5      | 1       |
|                         | Partido Socialista             | 979   | 27,55 / 100,00  | 5,99  | 1 / 5      | Estável |
|                         | Partido Popular                | 203   | 5,71 / 100,00   | 12,57 | 0 / 5      | 1       |
|                         | União Democrática Popular      | 49    | 1,38 / 100,00   | 0,26  | 0 / 5      | Estável |
|                         | Coligação Democrática Unitária | 29    | 0,82 / 100,00   | 0,46  | 0 / 5      | Estável |
| Votos Inválidos         | Votos Inválidos                | 158   | 4,45 / 100,00   | 1,14  |            |         |
| Total                   | Total                          | 3 553 | 100,00 / 100,00 |       | 5 / 5      |         |
| Eleitorado/Participação | Eleitorado/Participação        | 6 035 | 58,87 / 100,00  | 1,86  |            |         |